# الخرشبة (إب)

تعديل مصدري - تعديل

الخرشبة هي إحدى قرى عزلة بني محرم بمديرية إب التابعة لمحافظة إب، بلغ تعداد سكانها 440 نسمة حسب تعداد اليمن لعام 2004.